# Mwai Kibaki
Mwai Kibaki (født 15. november 1931, død 21. april 2022) var Kenyas præsident fra 2002 til 2013.
Kibaki blev valgt til Kenyas præsident i 2002, da han sejrede over Jomo Kenyattas søn, Uhuru Kenyatta. I et omstridt præsidentvalg i 2007, vandt Kibaki over Raila Odinga – en søn af Oginga Odinga. Som følge af et kompromis blev Raila Kenyas premierminister.